# Młynne (powiat limanowski)
Młynne – wieś w Polsce położona w województwie małopolskim, w powiecie limanowskim, w gminie Limanowa.
W latach 1954–1960 wieś należała i była siedzibą władz gromady Młynne, po jej zniesieniu w gromadzie Limanowa. W latach 1975–1998 wieś administracyjnie należała do województwa nowosądeckiego.

## Historia
Nazwa wsi pochodzi od dużej liczby młynów, które istniały na tym terenie przed wojną. Obecnie w Młynnem istnieje już tylko jeden. W centrum miejscowości znajdują się: kościół pod wezwaniem św. Maksymiliana Kolbe,  szkoła i biblioteka szkolna.
W połowie XIX właścicielem wsi był Ludwik Biliński, po jego śmierci dekretem dziedzictwa z 17 lutego 1868 jego dzieci objęły w równych częściach majątek w Młynnem Wyżnem, a później właścicielką Młynnego z Walową Górą była wdowa po Ludwiku, Sabina Bilińska.
W 2024 roku bp Andrzej Jeż erygował parafię w Młynnem

## Położenie geograficzne
Młynne położone jest w Beskidzie Wyspowym nad rzeką Łososiną. Znaczna część wsi leży na południowych zboczach góry Kamionnej oraz na północnych stokach gór wchodzących w skład Pasma Łososińskiego (Dzielec i Groń). Przez środek miejscowości przechodzi droga wojewódzka nr 965 z Limanowej do Bochni.

## Integralne części wsi
| części wsi | Bania, Cisowe, Dział, Dzielec, Gwizdówka, Jeziora, Kaczorówka, Królikówka, Łagoszówka, Osiedle, Padoły, Podlesie, Rola, Słomiana, Stanisze, Stronie, Zadzielec, Załpa, Zarzecze |

## Turystyka
Młynne leży w malowniczej okolicy. Na północy znajduje się góra Kamionna, gdzie zlokalizowany jest Rezerwat przyrody Kamionna, obejmujący dobrze zachowany fragment lasu (buczyna karpacka i jedliny). Na południu znajduje się Pasmo Łososińskie, ciągnące się do Jeziora Rożnowskiego. Grzbietami gór biegnie zielony szlak turystyczny.
Planowana jest budowa zbiornika wodnego o powierzchni 1,35 km² na Łososinie

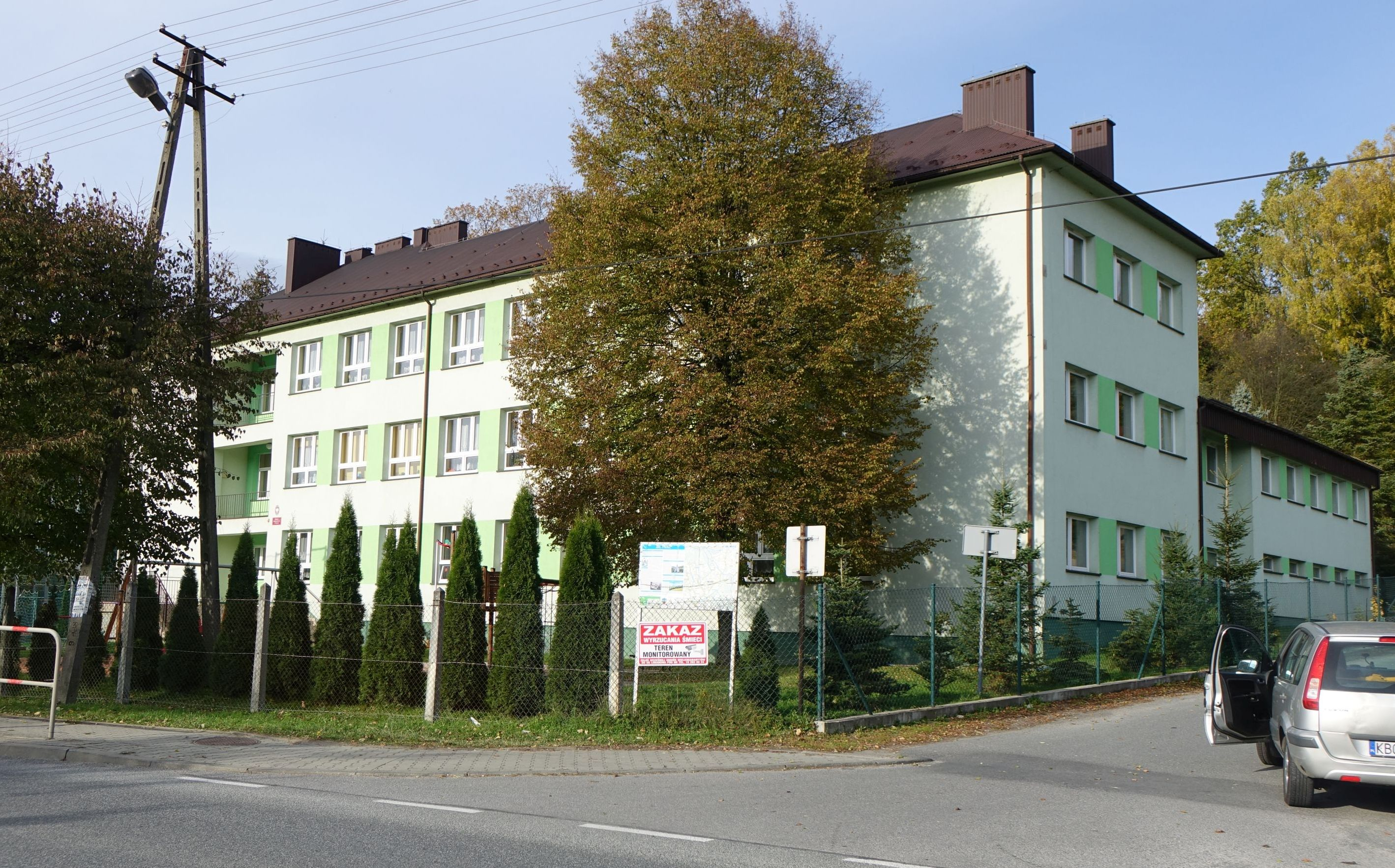
Szkoła

## Inne wydarzenia
W 2011 r. dzięki staraniom Jana Ruchały z Polskiego Towarzystwa Historycznego w Nowym Sączu i na podstawie żyjącego świadka wydarzenia Rozalii Suchodolskiej została przeprowadzona ekshumacja 7 żołnierzy niemieckich zastrzelonych przez sowietów pod koniec II wojny światowej. Relację z wydarzenia przedstawia reportaż pt. „Bezimienni” autorstwa Moniki Chrobak z Radia Kraków oraz dwie relacje TVP Kraków z wcześniejszego rekonesansu ekipy ekshumacyjnej ze Śląska i późniejszej ekshumacji.

## Znani mieszkańcy
- Janusz Żuławski – oficer, działacz radiowy, taternik
- Jerzy Żuławski – polski pisarz, poeta i dramaturg
- Zygmunt Żuławski – polski polityk